# 迪多瓦霍拉
50°24′27″N 26°42′23″E / 50.40750°N 26.70639°E

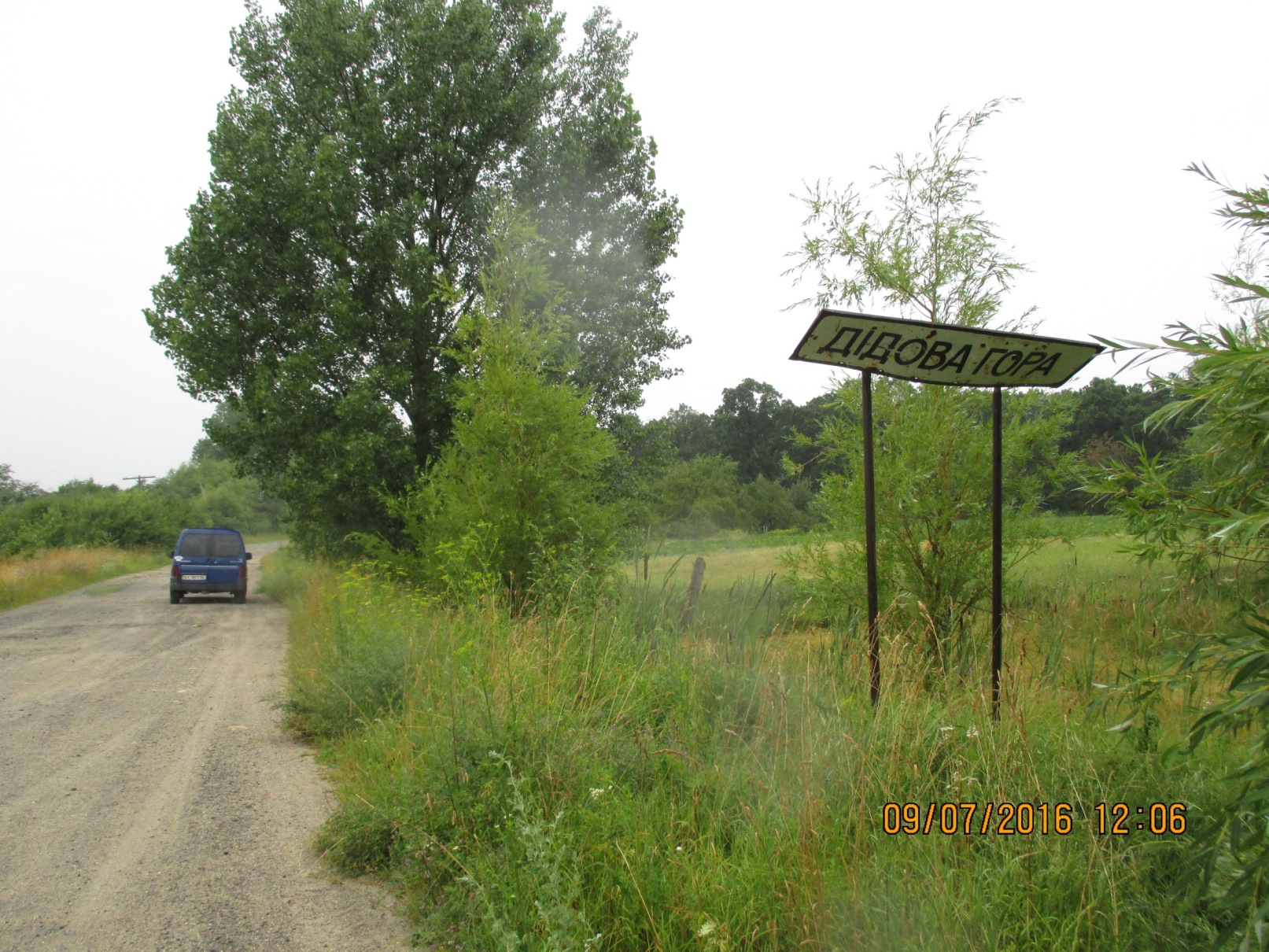

迪多瓦霍拉（羅馬化：Didova Hora）是烏克蘭西部的村莊，隸屬赫梅利尼茨基州的舍佩蒂夫卡區。該村面積0.49平方公里，海拔高度248米，2001年人口80，人口密度每平方公里163.3人。